# Subfusil MGP-84
El MGP-84 es un subfusil diseñado y producido por SIMA-CEFAR (Servicios Industriales de la Marina-Centro de Fabricación de Armas), es la segunda arma desarrollada por SIMA-SEMAR y fue pensada para sustituir a los subfusile Uzi y las pistolas Browning Hi-power en las Fuerzas Especiales Peruanas. El nombre se cambió de los modelos MGP anteriores (MGP-79/79A) debido a distintas modificaciones como el cargador tipo Uzi (que de hecho permite utilizar los mismos cargadores) introducido en la empuñadura y no detrás del guardamanos y la boca del cañón enroscada que permite la adición rápida de un supresor de sonido.

## Diseño
El arma incorpora un sistema de retroceso simple a cerrojo abierto con fuego selectivo a ráfaga completa o semiautomático, dicho selector de fuego también funciona como seguro y se ubica por encima del disparador, la culata se pliega hacia la derecha y cuando está plegada, su cantonera funciona como un guardamanos al disparar.